# (601227) Ammann
(601227) Ammann ist ein Asteroid aus der Gruppe der Jupiter-Trojaner. Damit werden Asteroiden bezeichnet, die auf den Lagrange-Punkten auf der Bahn des Planeten Jupiter um die Sonne laufen. Er ist dem Lagrange-Punkt L4 zugeordnet, das heißt (601227) Ammann läuft Jupiter in dessen Umlaufbahn um die Sonne um 60° voraus.
Der Asteroid wurde am 18. Dezember 2012 vom Schweizer Physiklehrer und Amateurastronomen Michel Ory am Oukaïmeden Observatory (IAU-Code J43), das sich in der marokkanischen Gebirgskette Hoher Atlas befindet, entdeckt.
(601227) Ammann wurde am 15. Januar 2024 nach dem Schweizer Skispringer Simon Ammann benannt. Jupiter-Trojaner mit einer absoluten Helligkeit von mehr als 12,0 mag werden nach Olympioniken benannt, Amman ist viermaliger Olympiasieger.